# Deuxième Division 2018
La Deuxième Division 2018 è la 35ª edizione del campionato di football americano di secondo livello, organizzato dalla FFFA.

## Squadre partecipanti
| Club                              | Città             | Stadio | Sponsor ufficiale | Risultato nella stagione 2017 |
| --------------------------------- | ----------------- | ------ | ----------------- | ----------------------------- |
| Aigles de Chambéry                | Chambéry          |        |                   |                               |
| Canonniers de Toulon              | Tolone            |        |                   |                               |
| Centaures de Grenoble             | Grenoble          |        |                   |                               |
| Centurions de Nîmes               | Nîmes             |        |                   |                               |
| Corsaires d'Évry                  | Évry              |        |                   |                               |
| Dauphins de Nice                  | Nizza             |        |                   |                               |
| Diables Rouges de Villepinte      | Villepinte        |        |                   |                               |
| Gladiateurs de la Queue-en-Brie   | La Queue-en-Brie  |        |                   |                               |
| Hurricanes de Montpellier         | Montpellier       |        |                   |                               |
| Kangourous de Pessac              | Pessac            |        |                   |                               |
| Mousquetaires de Châtenay-Malabry | Châtenay-Malabry  |        |                   |                               |
| Ours de Toulouse                  | Tolosa            |        |                   |                               |
| Pionniers de Touraine             | Tours             |        |                   |                               |
| Spartiates d'Amiens               | Amiens            |        |                   |                               |
| Templiers d'Élancourt             | Élancourt         |        |                   |                               |
| Vikings de Villeneuve-d'Ascq      | Villeneuve-d'Ascq |        |                   |                               |

## Stagione regolare

### Calendario

#### 1ª giornata
| Parigi 20 gennaio 2018, ore 19:00 | Mousquetaires de Châtenay-Malabry | 36 – 25 (18-7 0-0 6-7 12-11) referto 2 | Pionniers de Touraine | Stade Louis Lumière |

| Pessac 20 gennaio 2018, ore 19:00 | Kangourous de Pessac | 28 – 0 (0-0 7-0 12-0 9-0) referto referto 2 | Centurions de Nîmes | Stade Bougnard |

| Élancourt 20 gennaio 2018, ore 20:00 | Templiers d'Élancourt | 8 – 8 (2-8 0-0 0-0 6-0) referto referto 2 | Vikings de Villeneuve-d'Ascq | Complexe sportif Europe |

| Évry 21 gennaio 2018, ore 14:00 | Corsaires d'Évry | 21 – 0 (0-0 0-0 7-0 14-0) referto referto 2 | Gladiateurs de la Queue-en-Brie | Complexe Sportif du Parc des Loges |

| Villepinte 21 gennaio 2018, ore 14:00 | Diables Rouges de Villepinte | 28 – 33 (7-6 14-20 7-0 0-7) referto referto 2 | Spartiates d'Amiens | Stade Laurent Plagelatte |

| Tolosa 21 gennaio 2018, ore 14:00 | Ours de Toulouse | 14 – 14 (0-0 0-0 7-6 7-8) referto referto 2 | Hurricanes de Montpellier | Stade des Argoulets |

| Tolone 21 gennaio 2018, ore 14:00 | Canonniers de Toulon | 41 – 10 (7-0 7-3 13-7 14-0) referto referto 2 | Aigles de Chambéry | Complexe Sportif Leo Lagrange |

| Nizza 21 gennaio 2018, ore 14:00 | Dauphins de Nice | 22 – 21 (0-14 8-0 14-7 0-0) referto referto 2 | Centaures de Grenoble | Stade des Arboras |

#### 2ª giornata
| Amiens 27 gennaio 2018, ore 19:00 | Spartiates d'Amiens | 48 – 12 (0-0 28-0 7-6 13-6) referto referto 2 | Vikings de Villeneuve-d'Ascq | Stade du Grand Marais |

| Évry 28 gennaio 2018, ore 14:00 | Corsaires d'Évry | 40 – 7 (0-0 21-0 13-7 6-0) referto | Mousquetaires de Châtenay-Malabry | Complexe Sportif du Parc des Loges |

| Tours 28 gennaio 2018, ore 14:00 | Pionniers de Touraine | 7 – 9 (7-0 0-0 0-6 0-3) referto referto 2 | Gladiateurs de la Queue-en-Brie | Stade de la Chambrerie |

| Villepinte 28 gennaio 2018, ore 14:00 | Diables Rouges de Villepinte | 14 – 25 (0-2 7-13 7-10 0-0) referto referto 2 | Templiers d'Élancourt | Stade Laurent Plagelatte |

| Tolosa 28 gennaio 2018, ore 14:00 | Ours de Toulouse | 0 – 21 (0-7 0-7 0-0 0-7) referto referto 2 | Kangourous de Pessac | Stade des Argoulets |

| Tolone 28 gennaio 2018, ore 14:00 | Canonniers de Toulon | 50 – 44 (14-6 13-8 7-6 16-24) referto referto 2 | Dauphins de Nice | Complexe Sportif Leo Lagrange |

| Chambéry 28 gennaio 2018, ore 14:00 | Aigles de Chambéry | 12 – 16 (6-9 0-7 3-0 3-0) referto referto 2 | Centaures de Grenoble | Stade de La Combe Verte |

#### Recuperi 1
| Montpellier 3 febbraio 2018, ore 19:00 | Hurricanes de Montpellier | 35 – 0 (13-0 9-0 6-0 7-0) referto referto 2 | Centurions de Nîmes | Complexe Sportif de Veyrassi |

#### 3ª giornata
| Nîmes 10 febbraio 2018, ore 19:00 | Centurions de Nîmes | 0 – 43 (0-8 0-14 0-14 0-7) referto referto 2 | Ours de Toulouse | Stade Kaufmann |

| Nizza 10 febbraio 2018, ore 19:00 | Dauphins de Nice | 36 – 36 (0-7 14-10 14-6 8-13) referto referto 2 | Aigles de Chambéry | Stade des Arboras |

| Montpellier 11 febbraio 2018, ore 14:00 | Hurricanes de Montpellier | 15 – 0 (3-0 12-0 0-0 0-0) referto referto 2 | Kangourous de Pessac | Complexe Sportif de Veyrassi |

| Tolone 11 febbraio 2018, ore 14:00 | Canonniers de Toulon | 13 – 28 (0-7 0-14 7-7 6-0) referto referto 2 | Centaures de Grenoble | Complexe Sportif Leo Lagrange |

#### 4ª giornata
| Amiens 24 febbraio 2018, ore 19:00 | Spartiates d'Amiens | 28 – 0 (7-0 7-0 7-0 7-0) referto referto 2 | Gladiateurs de la Queue-en-Brie | Stade du Grand Marais |

| Parigi 24 febbraio 2018, ore 19:00 | Mousquetaires de Châtenay-Malabry | 6 – 16 (6-8 0-8 0-0 0-0) referto referto 2 | Diables Rouges de Villepinte | Stade Louis Lumière |

| Pessac 24 febbraio 2018, ore 19:00 | Kangourous de Pessac | 24 – 8 (0-0 6-8 15-0 3-0) referto referto 2 | Dauphins de Nice | Stade Bougnard |

| Élancourt 24 febbraio 2018, ore 20:00 | Templiers d'Élancourt | 21 – 6 (7-0 7-0 7-0 0-6) referto referto 2 | Pionniers de Touraine | Complexe sportif Europe |

| Chambéry 25 febbraio 2018, ore 14:00 | Aigles de Chambéry | 14 – 36 (0-0 14-12 0-10 0-14) referto referto 2 | Ours de Toulouse | Stade de La Combe Verte |

| Grenoble 25 febbraio 2018, ore 14:00 | Centaures de Grenoble | 26 – 35 (0-2 6-14 13-6 7-13) referto referto 2 | Hurricanes de Montpellier | Stadio Lesdiguières |

| Tolone 25 febbraio 2018, ore 14:00 | Canonniers de Toulon | 43 – 8 (13-0 6-0 0-0 24-8) referto referto 2 | Centurions de Nîmes | Complexe Sportif Leo Lagrange |

#### 5ª giornata
| Amiens 3 marzo 2018, ore 19:00 | Spartiates d'Amiens | 75 – 8 (14-0 27-0 13-8 21-0) referto | Mousquetaires de Châtenay-Malabry | Stade du Grand Marais |

| Tours 4 marzo 2018, ore 14:00 | Pionniers de Touraine | 30 – 6 (13-6 0-0 10-0 7-0) referto referto 2 | Diables Rouges de Villepinte | Stade de la Chambrerie |

| Évry 4 marzo 2018, ore 14:00 | Corsaires d'Évry | 16 – 7 (0-0 0-0 16-7 0-0) referto referto 2 | Templiers d'Élancourt | Complexe Sportif du Parc des Loges |

#### 6ª giornata e recuperi 2
| Nîmes 11 marzo 2018, ore 14:00 | Centurions de Nîmes | 14 – 52 (0-8 6-20 8-16 0-8) referto referto 2 | Dauphins de Nice | Stade Kaufmann |

| Tolosa 11 marzo 2018, ore 14:00 | Ours de Toulouse | 37 – 7 (0-0 24-0 7-0 6-7) referto referto 2 | Canonniers de Toulon | Stade des Argoulets |

| Montpellier 11 marzo 2018, ore 14:00 | Hurricanes de Montpellier | 28 – 14 (7-0 21-7 0-7 0-0) referto referto 2 | Aigles de Chambéry | Complexe Sportif de Veyrassi |

| Grenoble 11 marzo 2018, ore 14:00 | Centaures de Grenoble | 32 – 12 (6-12 13-0 6-0 7-0) referto referto 2 | Kangourous de Pessac | Stadio Lesdiguières |

| Villeneuve-d'Ascq 11 marzo 2018, ore 14:00 | Vikings de Villeneuve-d'Ascq | 11 – 9 (8-0 0-0 0-6 3-3) referto referto 2 | Corsaires d'Évry | Terrain de la Tamise |

#### 7ª giornata
| 17 marzo 2018, ore 19:00 | Kangourous de Pessac | 18 – 0 (a tavolino) | Aigles de Chambéry |  |

| Tours 18 marzo 2018, ore 14:00 | Pionniers de Touraine | 9 – 27 (3-7 0-7 0-7 6-6) referto referto 2 | Spartiates d'Amiens | Stade de la Chambrerie |

| La Queue-en-Brie 18 marzo 2018, ore 14:00 | Gladiateurs de la Queue-en-Brie | 15 – 17 (0-14 8-0 0-3 7-0) referto referto 2 | Templiers d'Élancourt | Stade Robert-Barran |

| Villepinte 18 marzo 2018, ore 14:00 | Diables Rouges de Villepinte | 0 – 37 (0-7 0-20 0-10 0-0) referto referto 2 | Corsaires d'Évry | Stade Laurent Plagelatte |

| Nîmes 18 marzo 2018, ore 14:00 | Centurions de Nîmes | 14 – 43 (8-20 0-14 0-3 6-6) referto referto 2 | Centaures de Grenoble | Stade Kaufmann |

| Montpellier 18 marzo 2018, ore 14:00 | Hurricanes de Montpellier | 28 – 0 (7-0 7-0 7-0 7-0) referto referto 2 | Canonniers de Toulon | Complexe Sportif de Veyrassi |

#### 8ª giornata e recuperi 3
| Villeneuve-d'Ascq 24 marzo 2018, ore 18:00 | Vikings de Villeneuve-d'Ascq | 14 – 7 (7-0 7-0 0-0 0-7) referto referto 2 | Pionniers de Touraine | Terrain de la Tamise |

| Élancourt 24 marzo 2018, ore 20:00 | Templiers d'Élancourt | 58 – 0 (14-0 12-0 18-0 14-0) referto | Mousquetaires de Châtenay-Malabry | Complexe sportif Europe |

| Villepinte 25 marzo 2018, ore 14:00 | Diables Rouges de Villepinte | 24 – 0 (6-0 6-0 12-0 0-0) referto referto 2 | Gladiateurs de la Queue-en-Brie | Stade Laurent Plagelatte |

| Évry 25 marzo 2018, ore 14:00 | Corsaires d'Évry | 21 – 19 (7-7 7-6 7-6 0-0) referto referto 2 | Spartiates d'Amiens | Complexe Sportif du Parc des Loges |

| Nizza 25 marzo 2018, ore 14:00 | Dauphins de Nice | 22 – 39 (0-7 6-10 16-7 0-15) referto referto 2 | Ours de Toulouse | Stade des Arboras |

#### 9ª giornata e recuperi 4
| 31 marzo 2018, ore 20:00 | Templiers d'Élancourt | 0 – 18 (a tavolino) | Spartiates d'Amiens |  |

| Nizza 1º aprile 2018, ore 14:00 | Dauphins de Nice | 12 – 42 (6-14 0-8 6-6 0-14) referto referto 2 | Hurricanes de Montpellier | Stade des Arboras |

| Tolone 1º aprile 2018, ore 14:00 | Canonniers de Toulon | 15 – 3 (7-0 8-3 0-0 0-0) referto referto 2 | Kangourous de Pessac | Complexe Sportif Leo Lagrange |

| Chambéry 1º aprile 2018, ore 14:00 | Aigles de Chambéry | 35 – 0 (13-0 2-0 6-0 14-0) referto referto 2 | Centurions de Nîmes | Stade de La Combe Verte |

| Tolosa 1º aprile 2018, ore 14:00 | Ours de Toulouse | 35 – 35 (14-14 14-7 7-7 0-7) referto referto 2 | Centaures de Grenoble | Stade des Argoulets |

| La Queue-en-Brie 1º aprile 2018, ore 14:00 | Gladiateurs de la Queue-en-Brie | 6 – 0 (6-0 0-0 0-0 0-0) referto referto 2 | Vikings de Villeneuve-d'Ascq | Stade Robert-Barran |

#### Recuperi 5
| Tours 7 aprile 2018, ore 19:00 | Pionniers de Touraine | 7 – 20 (0-0 0-7 7-13 0-0) referto referto 2 | Corsaires d'Évry | Stade de la Chambrerie |

| La Queue-en-Brie 8 aprile 2018, ore 14:00 | Gladiateurs de la Queue-en-Brie | 26 – 0 (0-0 8-0 6-0 12-0) referto | Mousquetaires de Châtenay-Malabry | Stade Robert-Barran |

| Villeneuve-d'Ascq 8 aprile 2018, ore 14:30 | Vikings de Villeneuve-d'Ascq | 26 – 13 (7-6 2-0 3-0 14-7) referto referto 2 | Diables Rouges de Villepinte | Terrain de la Tamise |

#### 10ª giornata
| Parigi 14 aprile 2018, ore 19:00 | Mousquetaires de Châtenay-Malabry | 14 – 27 (0-12 14-0 0-8 0-7) referto 2 | Gladiateurs de la Queue-en-Brie | Stade Louis Lumière |

| Amiens 14 aprile 2018, ore 19:00 | Spartiates d'Amiens | 27 – 0 (7-0 6-0 14-0 0-0) referto referto 2 | Diables Rouges de Villepinte | Stade du Grand Marais |

| Pessac 14 aprile 2018, ore 19:00 | Kangourous de Pessac | 7 – 22 (0-8 0-14 0-0 7-0) referto referto 2 | Hurricanes de Montpellier | Stade Bougnard |

| Évry 15 aprile 2018, ore 14:00 | Corsaires d'Évry | 14 – 14 (7-7 0-0 7-7 0-0) referto referto 2 | Pionniers de Touraine | Complexe Sportif du Parc des Loges |

| Villeneuve-d'Ascq 15 aprile 2018, ore 14:00 | Vikings de Villeneuve-d'Ascq | 0 – 27 (0-14 0-13 0-0 0-0) referto 2 | Templiers d'Élancourt | Terrain du chateau |

| Tolosa 15 aprile 2018, ore 14:00 | Ours de Toulouse | 23 – 0 (7-0 0-0 9-0 7-0) referto referto 2 | Centurions de Nîmes | Stade des Argoulets |

| Chambéry 15 aprile 2018, ore 14:00 | Aigles de Chambéry | 12 – 31 (0-0 6-12 0-6 6-13) referto referto 2 | Canonniers de Toulon | Stade de La Combe Verte |

| Grenoble 15 aprile 2018, ore 14:00 | Centaures de Grenoble | 69 – 0 (27-0 21-0 14-0 7-0) referto referto 2 | Dauphins de Nice | Stade Raymond Espagnac |

#### Recuperi 6
| 21 aprile 2018 | Mousquetaires de Châtenay-Malabry | 0 – 18 (a tavolino) | Vikings de Villeneuve-d'Ascq |  |

#### 11ª giornata
| Tours 28 aprile 2018, ore 19:00 | Pionniers de Touraine | 61 – 0 (14-0 23-0 7-0 17-0) referto | Mousquetaires de Châtenay-Malabry | Stade de la Chambrerie |

| Amiens 28 aprile 2018, ore 19:00 | Spartiates d'Amiens | 24 – 16 (7-7 7-6 7-3 3-0) referto referto 2 | Templiers d'Élancourt | Stade du Grand Marais |

| Pessac 28 aprile 2018, ore 19:00 | Kangourous de Pessac | 6 – 25 (0-6 0-6 6-7 0-6) referto referto 2 | Ours de Toulouse | Stade Bougnard |

| Nîmes 28 aprile 2018, ore 19:00 | Centurions de Nîmes | 8 – 39 (0-13 0-13 8-0 0-13) referto referto 2 | Hurricanes de Montpellier | Stade Kaufmann |

| La Queue-en-Brie 29 aprile 2018, ore 14:00 | Gladiateurs de la Queue-en-Brie | 14 – 35 (6-7 8-15 0-7 0-6) referto referto 2 | Mousquetaires de Châtenay-Malabry | Stade Robert-Barran |

| Villepinte 29 aprile 2018, ore 14:00 | Diables Rouges de Villepinte | 21 – 6 (0-0 0-6 14-0 7-0) referto | Vikings de Villeneuve-d'Ascq | Stade Laurent Plagelatte |

| Nizza 29 aprile 2018, ore 14:00 | Dauphins de Nice | 38 – 14 (8-0 22-0 0-6 8-8) referto referto 2 | Canonniers de Toulon | Stade des Arboras |

| Grenoble 29 aprile 2018, ore 14:00 | Centaures de Grenoble | 39 – 6 (13-6 7-0 13-0 6-0) referto referto 2 | Aigles de Chambéry | Stadio Lesdiguières |

#### 12ª giornata
| Parigi 12 maggio 2018, ore 19:00 | Mousquetaires de Châtenay-Malabry | 8 – 62 (0-7 8-27 0-21 0-7) referto 2 | Corsaires d'Évry | Stade Louis Lumière |

| Montpellier 12 maggio 2018, ore 19:00 | Hurricanes de Montpellier | 14 – 0 (7-0 0-0 7-0 0-0) referto referto 2 | Ours de Toulouse | Complexe Sportif de Veyrassi |

| Élancourt 12 maggio 2018, ore 20:00 | Templiers d'Élancourt | 19 – 6 (7-0 6-6 6-0 0-0) referto referto 2 | Diables Rouges de Villepinte | Complexe sportif Europe |

| La Queue-en-Brie 13 maggio 2018, ore 14:00 | Gladiateurs de la Queue-en-Brie | 6 – 3 (0-0 0-3 0-0 6-0) referto referto 2 | Pionniers de Touraine | Stade Robert-Barran |

| Villeneuve-d'Ascq 13 maggio 2018, ore 14:00 | Vikings de Villeneuve-d'Ascq | 0 – 20 (0-0 0-7 0-13 0-0) referto 2 | Spartiates d'Amiens | Terrain de la Tamise |

| Nîmes 13 maggio 2018, ore 14:00 | Centurions de Nîmes | 0 – 14 (0-0 0-0 0-0 0-14) referto referto 2 | Kangourous de Pessac | Stade Kaufmann |

| Grenoble 13 maggio 2018, ore 14:00 | Centaures de Grenoble | 13 – 14 (0-6 7-0 0-0 6-8) referto referto 2 | Canonniers de Toulon | Stade Raymond Espagnac |

| 13 maggio 2018, ore 14:00 | Aigles de Chambéry | 14 – 26 (0-0 8-12 0-14 6-0) referto referto 2 | Dauphins de Nice |  |

### Classifiche
Le classifiche della regular season sono le seguenti:
- PCT = percentuale di vittorie, G = partite giocate, V = partite vinte,  P = partite perse, PF = punti fatti, PS = punti subiti

#### Girone Nord A
| Pos. | Squadra                           | PCT  | G  | V | N | P | PF  | PS  |
| ---- | --------------------------------- | ---- | -- | - | - | - | --- | --- |
| 1    | Corsaires d'Évry                  | .850 | 10 | 8 | 1 | 1 | 275 | 87  |
| 2    | Gladiateurs de la Queue-en-Brie   | .500 | 10 | 5 | 0 | 5 | 103 | 149 |
| 3    | Pionniers de Touraine             | .250 | 10 | 2 | 1 | 7 | 169 | 153 |
| 4    | Mousquetaires de Châtenay-Malabry | .100 | 10 | 1 | 0 | 9 | 79  | 408 |

#### Girone Nord B
| Pos. | Squadra                      | PCT  | G  | V | N | P | PF  | PS  |
| ---- | ---------------------------- | ---- | -- | - | - | - | --- | --- |
| 1    | Spartiates d'Amiens          | .900 | 10 | 9 | 0 | 1 | 319 | 94  |
| 2    | Templiers d'Élancourt        | .650 | 10 | 6 | 1 | 3 | 198 | 107 |
| 3    | Vikings de Villeneuve-d'Ascq | .450 | 10 | 4 | 1 | 5 | 95  | 159 |
| 4    | Diables Rouges de Villepinte | .300 | 10 | 3 | 0 | 7 | 128 | 209 |

#### Girone Sud A
| Pos. | Squadra                   | PCT  | G  | V | N | P  | PF  | PS  |
| ---- | ------------------------- | ---- | -- | - | - | -- | --- | --- |
| 1    | Hurricanes de Montpellier | .950 | 10 | 9 | 1 | 0  | 272 | 81  |
| 2    | Ours de Toulouse          | .700 | 10 | 6 | 2 | 2  | 252 | 133 |
| 3    | Kangourous de Pessac      | .500 | 10 | 5 | 0 | 5  | 133 | 117 |
| 4    | Centurions de Nîmes       | .000 | 10 | 0 | 0 | 10 | 44  | 355 |

#### Girone Sud B
| Pos. | Squadra               | PCT  | G  | V | N | P | PF  | PS  |
| ---- | --------------------- | ---- | -- | - | - | - | --- | --- |
| 1    | Centaures de Grenoble | .650 | 10 | 6 | 1 | 3 | 322 | 163 |
| 2    | Canonniers de Toulon  | .600 | 10 | 6 | 0 | 4 | 228 | 221 |
| 3    | Dauphins de Nice      | .450 | 10 | 4 | 1 | 5 | 260 | 323 |
| 4    | Aigles de Chambéry    | .150 | 9  | 1 | 1 | 8 | 153 | 271 |

## Playoff

### Tabellone
|  | Quarti di finale | Quarti di finale                | Quarti di finale |                       |     | Semifinali                | Semifinali | Semifinali |  |  | XXXVII Casque d'Or | XXXVII Casque d'Or | XXXVII Casque d'Or |  |
|  |                  |                                 |                  |                       |     |                           |            |            |  |  |                    |                    |                    |  |
|  | NB1              | Spartiates d'Amiens             | 21               |                       |     |                           |            |            |  |  |                    |                    |                    |  |
|  | NB1              | Spartiates d'Amiens             | 21               |                       |     |                           |            |            |  |  |                    |                    |                    |  |
|  | NA2              | Gladiateurs de la Queue-en-Brie | 14               |                       |     |                           |            |            |  |  |                    |                    |                    |  |
|  | NA2              | Gladiateurs de la Queue-en-Brie | 14               |                       | NB1 | Spartiates d'Amiens       | 48         |            |  |  |                    |                    |                    |  |
|  |                  |                                 |                  |                       | NB1 | Spartiates d'Amiens       | 48         |            |  |  |                    |                    |                    |  |
|  |                  |                                 | NA1              | Corsaires d'Évry      | 26  |                           |            |            |  |  |                    |                    |                    |  |
|  | NA1              | Corsaires d'Évry                | NA1              | Corsaires d'Évry      | 26  | 44                        |            |            |  |  |                    |                    |                    |  |
|  | NA1              | Corsaires d'Évry                |                  |                       |     |                           |            |            |  |  |                    |                    |                    |  |
|  | NB2              | Templiers d'Élancourt           | 40               |                       |     |                           |            |            |  |  |                    |                    |                    |  |
|  | NB2              | Templiers d'Élancourt           | 40               |                       | NB1 | Spartiates d'Amiens       | 35         |            |  |  |                    |                    |                    |  |
|  |                  |                                 |                  |                       |     |                           |            |            |  |  |                    |                    |                    |  |
|  |                  |                                 | SB1              | Centaures de Grenoble | 19  |                           |            |            |  |  |                    |                    |                    |  |
|  | SA1              | Hurricanes de Montpellier       | SB1              | Centaures de Grenoble | 19  | 26                        |            |            |  |  |                    |                    |                    |  |
|  | SA1              | Hurricanes de Montpellier       |                  |                       |     |                           |            |            |  |  |                    |                    |                    |  |
|  | SB2              | Canonniers de Toulon            | 7                |                       |     |                           |            |            |  |  |                    |                    |                    |  |
|  | SB2              | Canonniers de Toulon            | 7                |                       | SA1 | Hurricanes de Montpellier | 28         |            |  |  |                    |                    |                    |  |
|  |                  |                                 |                  |                       | SA1 | Hurricanes de Montpellier | 28         |            |  |  |                    |                    |                    |  |
|  |                  |                                 | SB1              | Centaures de Grenoble | 48  |                           |            |            |  |  |                    |                    |                    |  |
|  | SB1              | Centaures de Grenoble           | SB1              | Centaures de Grenoble | 48  | 63                        |            |            |  |  |                    |                    |                    |  |
|  | SB1              | Centaures de Grenoble           |                  |                       |     |                           |            |            |  |  |                    |                    |                    |  |
|  | SA2              | Ours de Toulouse                | 37               |                       |     |                           |            |            |  |  |                    |                    |                    |  |

### Quarti di finale
| Amiens 26 maggio 2018, ore 19:00 | Spartiates d'Amiens | 21 – 14 (7-0 0-6 0-0 14-8) referto referto 2 | Gladiateurs de la Queue-en-Brie | Stade du Grand Marais |

| Montpellier 26 maggio 2018, ore 19:00 | Hurricanes de Montpellier | 26 – 7 | Canonniers de Toulon | Stade de Sabathe |

| Grenoble 26 maggio 2018, ore 19:00 | Centaures de Grenoble | 63 – 37 (14-15 21-0 7-7 21-15) referto referto 2 | Ours de Toulouse | Stadio Lesdiguières |

| Évry 27 maggio 2018, ore 14:00 | Corsaires d'Évry | 44 – 40 (0-13 15-13 7-7 22-7) referto | Templiers d'Élancourt | Complexe Sportif du Parc des Loges |

### Semifinali
| Amiens 9 giugno 2018, ore 19:00 | Spartiates d'Amiens | 48 – 26 (21-7 20-7 7-6 0-6) referto referto 2 | Corsaires d'Évry | Stade du Grand Marais |

| Montpellier 9 giugno 2018, ore 19:00 | Hurricanes de Montpellier | 28 – 48 (13-0 7-14 14-7 14-7) referto referto 2 | Centaures de Grenoble | Stade de Sabathe |

### XXXVII Casque d'Or
| Amiens 23 giugno 2018, ore 19:00 | Spartiates d'Amiens | 35 – 19 | Centaures de Grenoble | Stade du Grand Marais |

## Verdetti
- Spartiates d'Amiens Vincitori del Casque d'Or 2018 (2º titolo)